# Semiotopsis
Semiotopsis is een geslacht van kevers uit de familie  
kniptorren (Elateridae).
Het geslacht is voor het eerst wetenschappelijk beschreven in 1887 door Candèze.

## Soorten
Het geslacht omvat de volgende soort:
- Semiotopsis ungulata Candèze, 1887